# Plantago evacina
Plantago evacina är en grobladsväxtart som beskrevs av Pierre Edmond Boissier. Plantago evacina ingår i släktet kämpar, och familjen grobladsväxter. Inga underarter finns listade i Catalogue of Life.